# Ankavandra
Ankavandra ist ein Ort und eine Kommune (kaominina) in Madagaskar. Sie liegt im Distrikt Miandrivazo in der Region Menabe (Toliara). Die Bevölkerung wurde 2001 im Commune Census auf 11.000 Einwohner geschätzt, der Kernort hat ca. 5.000 Einwohner.

## Geographie
Der Hauptort von Ankavandra liegt am Mittellauf des Flusses Manambolo (Ankavandra Atsimo und Ankavandra Avaratra). Der Manambolo erstreckt sich dort von Norden nach Süden entlang einer Bergkette. Die größere Kommune erstreckt sich weit in das Bergland hinein mit den Teilorten Tsotabato (N), Bemonto, Befe, Morafeno, Marolaka, Ambakaka, Antsakoazato, Ambilorano, Antsakoamadinika, Bevinoa (W) und Tsianaloka (S).
In dem Gebiet liegen die Feuchtgebiete Matsaborin’ Ambala und Lac Molanga. Bedeutende Gipfel sind Ampamarinandoha (O, ⊙, 925 m) und Gadra (W, ⊙, 764 m).

### Verkehr
In Ankavandra gibt es den kleinen Flugplatz Ankavandra Airport.

## Kultur und Wirtschaft
In der Stadt gibt es Grundschulen und weiterführende Schulen. Der Großteil (ca. 50 %) der Bevölkerung lebt von der Fischerei. Außerdem wird Landwirtschaft und Viehzucht betrieben. Das wichtigste Anbauprodukt ist Reis, neben Zuckerrohr und Kassava. Der Dienstleistungssektor bietet Arbeit für ca. 5 % der Bevölkerung.

## Klima
Nach dem Köppen-Geiger-System zeichnet sich Ankavandra durch ein tropisches Savannen-Klima mit der Kurzbezeichnung Aw aus.